# Боднарка
Боднарка (пол. Bednarka) — село в Польщі, у гміні Ліпінки Горлицького повіту Малопольського воєводства. Населення — 344 особи (2011).

## Розташування
Разом із сусідніми Розділлям і Волею Цеклинською є найбільш висунутим на північ селом серед групи лемківських сіл у Низьких Бескидах.
Лежить при воєводській дорозі № 993 Горлиці-Дукля.
У селі бере початок річка Беднарка.

### Етнографія
За словами Романа Рейнфуса лемки жителів Боднарки в міжвоєнний період називали «пупками» або «цицаками». Прізвисько походило від зрізу коміра чуги (чугані), характерного лемківського широкого коричневого домотканого пальта, яке носили на плечах, як накидку. Чуга мала великого спадаючого на спину коміра, який у разі дощів або хуртовинами може накидатися на голову і служити капюшоном. Коміри чуг у Боднарці були оброблені білим шнурком, вкладеним у петельки, названі «пупками» або «цицаками».

## Історія
Вперше згадується в 1401 році як село під німецьким правом, солтисом якого був поляк Пшецлав. Імовірно він був також засновником цього села, створеного після 1377 року. Саме він продав у 1401 р. поляку Войтеку, званому Гладишем (Войцех Гладиш) млина з Йодлової і солтиство в Беднарці. В 1420 р. переведено на волоське право.
За податковим реєстром 1581 р. село Бецького староства у Бецькому повіті; в селі було 12 селянських ланів, 2 загородники з ріллею та 1 без ріллі, 3 коморники з тягловою худобою і 1 без худоби, фолюш, господарство солтиса і «піп руський».
У 1785 році село було 493 греко-католики (найчастіші прізвища: Цюпка, Кохут, Поповчак, Пронько і Щерба), 82 римо-католики  (присілок Беднарскє) і 5 євреїв, а в 1899 році греко-католиків було вже 858 (з них 128 емігрантів у Сполучених Штатах і Угорщині). У 1936 році в селі було 771 греко-католик, 250 римо-католики (присілок Беднарскє), 11 євреїв і 52 баптисти. Останні мали свій молитовний будинок в сусідньому Вапенному. В селі були москвофільська читальня імені Качковського і читальня «Просвіти».
До середини XX ст. в регіоні переважало лемківське населення. У 1939 році з 1020 жителів села — 770 українців, 240 поляків (присілок Беднарскє) і 10 євреїв. До 1945 р. в селі була греко-католицька парафія Горлицького деканату, метричні книги велися з 1784 року.
В рамках Акції «Вісла» в червні 1947 був депортовано з Боднарки 433 лемки (в селі залишилося 64 поляки). Після 1956 року в Боднарку хотіли повернутися багато виселених лемків.
«Я написав прохання до воєводства Ряшів, щоб повернутися у своє рідне село Боднарку. Я отримав відповідь, що мій запит, спрямований на розгляд до горлицького повіту. Минув місяць, і у мене немає відповіді, - писав у 1956 році до Ради Головного Українського Суспільно-Культурного Товариства Семан Сокач з Роґозьніка поблизу Легниці. - Я дуже хотів би повернутися туди і там скласти свою голову, і мої діти щоб були щасливими і жили в щасті для добра нашого народу».
З тим же проханням звернувся інший депортований.
«Я, що підписався нижче, Іван Ющак, син Димитра, був переселений в акції „Вісла“ 27 червня 1947 року з села Боднарка горлицького повіту ряшівського воєводства, зі свого власного будинку і господарки, тільки за те, що я української національності… Вважаю, що з родинної хати і господарки було виселено мене у варварський і необґрунтований спосіб і завдано мені таким чином великої кривди, з якою я ніколи не погоджуся. Прошу передайте мою справу владі для розгляду і дозволу мені повернутися…»
Назад повернутися вдалося ледь кільком родинам. У даний час у селі проживає 172 жителі, у тому числі кілька лемків. Греко-католики з парафіянами Вапенного і Розділля (близько 20 сімей) моляться в колишній греко-католицькій церкві в Розділлі.
У 1975—1998 роках село належало до Кросненського воєводства.

## Демографія
Демографічна структура станом на 31 березня 2011 року:
|          | Загалом | Допрацездатний вік | Працездатний вік | Постпрацездатний вік |
| -------- | ------- | ------------------ | ---------------- | -------------------- |
| Чоловіки | 163     | 42                 | 101              | 20                   |
| Жінки    | 181     | 34                 | 97               | 50                   |
| Разом    | 344     | 76                 | 198              | 70                   |

## Пам'ятники
Об'єкти, перераховані в реєстрі пам'яток Малопольського воєводства:
- Греко-католицька церква Покрови Пресвятої Богородиці 1901 р.
- Військове Кладовище № 84 з Першої світової війни.

### Інші пам'ятники
У селі збереглося кілька придорожніх хрестів.
При головній дорозі є дві каплиці: з цегли і дерева. На прицерковному цвинтарі кілька старих хрестів і кам'яних цоколів.

## Релігія
В селі добре збереглася мурована церква Покрова Пресвятої Богородиці з 1900 року. Вона була побудована в основному завдяки допомозі емігрантів (в 1909 році з 860 жителів 360 працювали в Америці). На відміну від традиційних тридільних лемківських церков не має бабинця (паперті), є тільки нава (маточина) і презбітерум (святилище). Замість бабинця, як і в Словаччині (на південній Лемківщині) побудували дві вежі. В середині частково зберігся старий іконостас. Його верхня частина нова, пофарбована кілька років тому художниками з України. Оригінальними, однак, є чотири визначальні ікони в нижній частині іконостасу. На них зображені (зліва направо): Святий Микола, Діва Марія з немовлям Христом, Христос Навчаючий і Архангел Михаїл. Серед визначальних ікон завжди розміщена справа «святиня», тобто та, що зображає покровителя храму.
Але в Боднарці незвично в цьому місці знаходиться ікона Архангела Михайла. Верх іконостасу теж зберігає традиції лемків, яка над визначальними іконами розміщує 12 празникових (ікони найважливіших свят літургійного календаря), і над ними 6 великих ікон апостолів. В Боднарці наразі є тільки шість. В церкві варто звернути увагу на картину процесії віруючих та царські ворота і золочені ворота диякона. Поруч з церквою дерев'яний хрест споруджений на честь 950-річчя хрещення Київської Русі. Сьогодні церква служить Римсько-католицьким костелом «Богоматері Неустанної Помочі», який є дочірнім до парохії Успіння Пресвятої Діви Марії в Липинках, що належить до деканату Беч, єпархія Ряшів.

## Відомі люди
- Іван Сорокевич — учасник бою під Крутами.